# Thomas Choveau
Pas d'image ? Cliquez ici

a Compétitions nationales et continentales officielles uniquement.

Dernière mise à jour le 10 avril 2024.
Thomas Choveau, né le 23 février 1979 à Lyon (Rhône), est un joueur puis entraîneur français de rugby à XV de la Section paloise. Durant sa carrière de joueur, il jouait au poste de troisième ligne aile.

## Biographie

### Jeunesse et carrière de joueur
Thomas Choveau est né le 23 février 1979 à Lyon et grandit à Pusignan dans le Rhône, où il a commencé à jouer au rugby à l'âge de six ans.  Après  son parcours à l'école de rugby de Pusignan, Thomas Choveau intègre le CSBJ Bourgoin-Jallieu, où il passe cinq saisons consécutives au sein des équipes de jeunes, débutant avec les Crabos puis les Reichel, avant de rejoindre les espoirs du club. Durant cette période, il a eu l'occasion de jouer aux côtés de joueurs tels que Julien Bonnaire, Pascal Papé et Benjamin Boyer. C'est à Bourgoin qu'il fait la connaissance d'Antoine Nicoud, en 1998. 
Durant sa carrière de joueur, il a évolué pendant deux saisons au Stade montois, puis trois saisons au Limoges rugby, où il a fait face aux défis de la Pro D2. Thomas Choveau rejoint ensuite  l'Avenir castanéen à Castanet-Tolosan, dans la banlieue de Toulouse, où il assume également un poste rémunéré au sein de Provale, le syndicat des joueurs de rugby. Il contribue à la professionnalisation des clubs et offre son expertise aux joueurs pour la gestion de leur carrière. 
À la suite d'une saison 2010-2011 mitigée, l'ASVEL recrute Antoine Nicoud, un demi de mêlée expérimenté du Lyon OU, ainsi que Thomas Choveau, en provenance de l'Avenir castanéen en Fédérale 1 qui conserve ses fonctions chez Provale. 

### Carrière d'entraîneur

#### Débuts en Fédérale 2
En 2011, il est nommé entraîneur de l'ASVEL rugby en Fédérale 2, qu'il conduit à la montée en Fédérale 1. Thomas Choveau et Antoine Nicoud emmènent le club jusqu'en finale de Fédérale 2 lors de la saison 2015-2016, s'inclinant en finale face au Saint-Jean-de-Luz olympique rugby.

#### Fédérale 1 avec Rumilly
En 2016, il est nommé entraîneur du club de FCS Rumilly.  Il ne reste qu'une seule saison à la tête de Rumilly.

#### Promotion en Pro D2 avec l'US Bressane
À l'issue de la saison 2016-2017 de Fédérale 1, l'US Bressane a été éliminée en phases finales. Un nouveau staff sportif dirigé par Yoann Boulanger et Thomas Choveau est mis en place. Yoann Boulanger prend en charge les lignes arrières et Thomas Choveau pour les avants, avec pour mission d'emmener le club en Pro D2. Son engagement s'étend sur une période de trois ans. Choveau est le manager de l'équipe victorieuse du Championnat de France de rugby à XV de Nationale en 2020-2021, obtenant la promotion en Pro D2 avec l'équipe de Bourg-en-Bresse.

#### Top 14 avec la Section paloise
En 2021, il devient entraîneur des avants de la Section paloise. Ainsi, passant du rôle d'entraîneur principal à celui d'adjoint, il intègre un staff considérablement élargi, désormais composé de quatre autres entraîneurs - dont Antoine Nicoud - en plus du manager Sébastien Piqueronies. Il est chargé de la touche et les ballons portés. 
En 2023, comme l'ensemble du staff, il prolonge son son contrat de quatre saisons.

## Activité syndicale
Il est membre du bureau du syndicat des joueurs professionnels Provale de 2006 à 2010.

## Vie privée
Originaire de Lyon, Thomas Choveau supporte l'Olympique lyonnais en football.